# Alejandro Gutiérrez del Barrio
Alejandro Gutiérrez del Barrio fue un músico y compositor que nació en León, España el 2 de febrero de 1895 y falleció en Buenos Aires, Argentina el 15 de septiembre de 1964. Además de haber compuesto diversas canciones populares y obras sinfónicas, se ha distinguido como realizador de bandas musicales para películas pues musicalizó más de setenta filmes y ha obtenido varias distinciones por su actividad.
Su primera composición de música popular fue el pasodoble Mi Gitana (1924) que grabó la orquesta de Eleuterio Iribarren, en disco "Nacional", más adelante compuso el tango Mamita linda, el paso-canción Mi Caballo Jerezano, un gran éxito que grabó en discos Libertad Lamarque al comienzo de su carrera y la letra del tango No llores más con música de su hermano Ramón, entre otros.
Sus obras sinfónicas más importantes son Suite Gitana, Suite Incaica y Serie Gaucha. Como músico y como investigador musical viajó a diversos países de Europa y América.
En S.A.D.A.I.C. tuvo destacada actuación gremial como directivo en diversos períodos y fundó su archivo de música argentina.

## Premios
Por el filme Juan Moreira la Academia de Artes y Ciencias Cinematográficas de la Argentina le otorgó el premio Cóndor Académico a la mejor partitura original de 1948 y por la música de Almafuerte una mención especial.
También obtuvo premios de la Municipalidad de Buenos Aires, de la Comisión Nacional de Cultura, de Cronistas Cinematográficos, S.A.D.A.I.C. y de la revista Sintonía.

## Filmografía
Musicalización
- La procesión    (1960)
- El calavera  (1958)
- Bendita seas  (1956)
- La muerte flota en el río  (1956)
- Los peores del barrio  (1955)
- Los troperos  (1953)
- El túnel  (1952)
- Mujeres en sombra  (1951)
- Mi vida por la tuya  (1951)
- La indeseable  (1951)
- Surcos de sangre  (1950)
- Cinco grandes y una chica  (1950)
- La fuerza ciega  (1950)
- Lejos del cielo  (1950)
- Almafuerte  (1949)
- Vidalita  (1949)
- Juan Globo  (1949)
- Fúlmine  (1949)
- Las aventuras de Jack  (1949)
- Pantalones cortos  (1949)
- Cuidado con las imitaciones  (1948)
- Pobre, mi madre querida  (1948)
- Juan Moreira  (1948)
- Al marido hay que seguirlo  (1948)
- Romance sin palabras  (1948)
- El precio de una vida  o Tormenta de almas  (1947)
- Vacaciones  (1947)
- Lucrecia Borgia  (1947)
- La senda oscura  (1947)
- La cumparsita  (1947)
- Los hijos del otro  (1947)
- Romance musical  (1947)
- Cumbres de hidalguía  (1947)
- La secta del trébol  (1947)
- Un marido ideal  (1947)
- Adiós pampa mía  (1946)
- Milagro de amor  (1946)
- Albergue de mujeres  (1946)
- Las tres ratas  (1946)
- 3 millones y el amor  (1946)
- El Capitán Pérez  (1946)
- El pecado de Julia  (1946)
- La honra de los hombres  (1946)
- María Rosa  (1946)
- Un modelo de París  (1946)
- Cuando en el cielo pasen lista  (1945)
- La pródiga  (1945)
- Villa Rica del Espíritu Santo  (1945)
- El juego del amor y del azar  (1944)
- Pachamama  (1944)
- Centauros del pasado  (1944)
- El deseo  (1944)
- La verdadera victoria  (1944)
- La piel de zapa  (1943)
- Valle negro  (1943)
- Juvenilia  (1943)
- Casi un sueño  (1943)
- Pasión imposible  (1943)
- Frontera Sur  (1943)
- Mañana me suicido  (1942)
- La casa de los millones  (1942)
- Sendas cruzadas  (1942)
- La novela de un joven pobre  (1942)
- Mamá Gloria  (1941)
- Cuando canta el corazón  (1941)
- 20 años y una noche  (1941)
- Los ojazos de mi negra  (1940)
- Amor  (1940)
- El susto que Pérez se llevó  (1940)
- Ha entrado un ladrón  (1940)
- Pueblo chico, infierno grande  (1940)
- Nuestra tierra de paz  (1939)
- El cabo Rivero  (1938)
- Santos Vega  (1936)
- Petróleo (1936)